# Fritz von Uhde
Fritz von Uhde, nato Friedrich Hermann Carl Uhde, (Wolkenburg, 22 maggio 1848 – Monaco di Baviera, 25 febbraio 1911), è stato un pittore tedesco che predilisse la pittura di genere e quella di argomento religioso. Il suo stile oscillò fra il realismo e l'impressionismo.

## Biografia

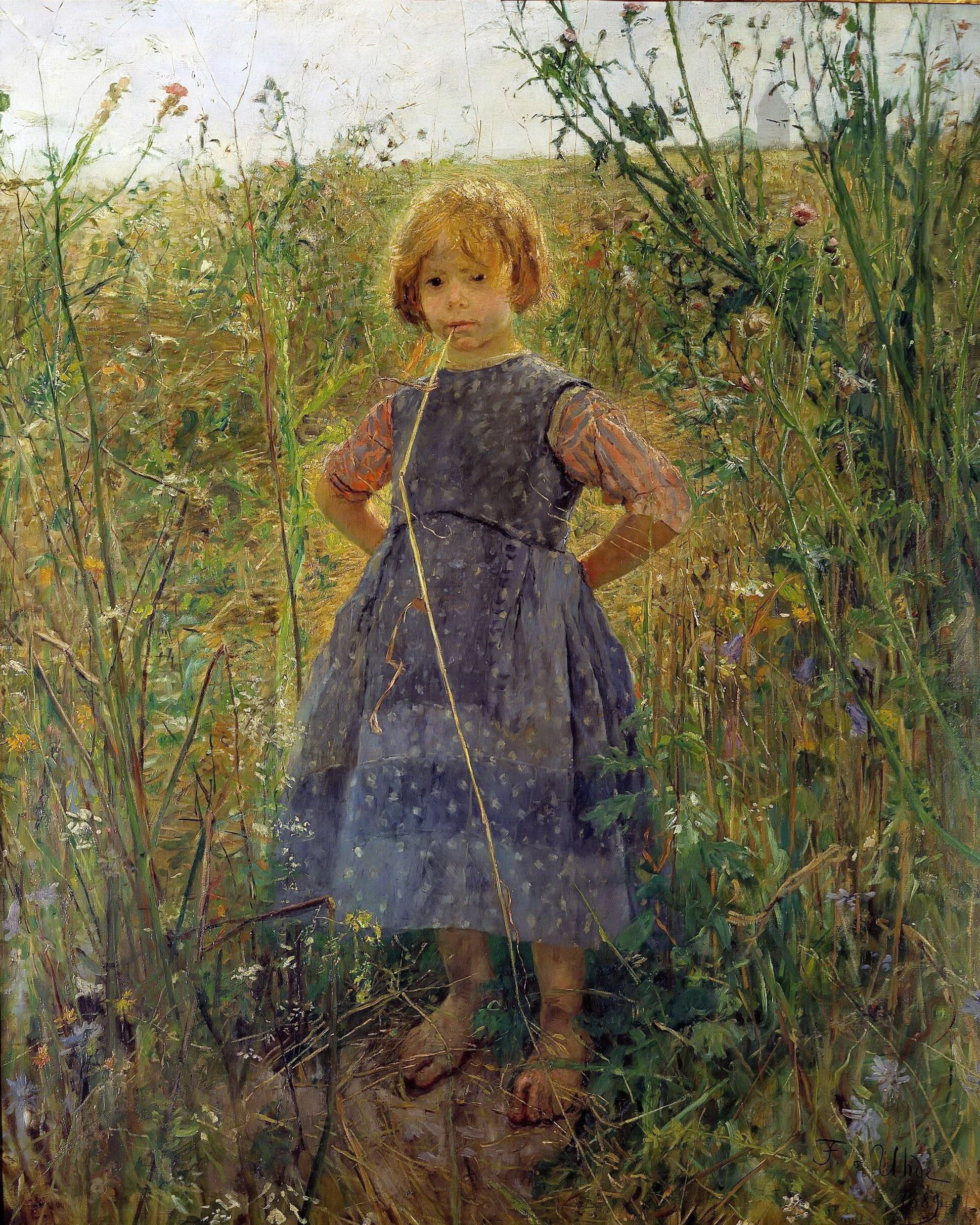
Heideprinzesschen) di Fritz von Uhde, 1889, olio su tela, 140 x 111 cm, Nationalgalerie, Berlino

Nel 1866 fu ammesso all'Accademia di Belle Arti di Dresda. Totalmente in disaccordo con lo spirito che vi regnava, in quello stesso anno lasciò gli studi per il servizio militare, e dal 1867 al 1877 fu professore di equitazione al reggimento della guardia a cavallo. Si trasferì a Monaco di Baviera nel 1877 per frequentare l'Accademia di Belle Arti dove ebbe modo di apprezzare particolarmente la pittura degli antichi maestri olandesi. Fallito il tentativo di ottenere l'ammissione agli studi nella classe di Carl von Piloty o Wilhelm von Diez, nel 1879 si recò a Parigi dove studiò i pittori olandesi con Mihály Munkácsy. Lavoro per breve tempo presso lo studio del suo maestro, ma studiò principalmente la natura ed i vecchi maestri olandesi. Nel 1882, un viaggio in Olanda rappresentò un cambiamento determinante nel suo stile pittorico; abbandonò il chiaroscuro che aveva appreso a Monaco di Baviera per il colorismo che imperava nella pittura impressionista francese. I nuovi principi coloristici da lui adottati emergono in  “Arrivo del suonatore di organetto” (1883).
Il suo lavoro venne spesso rifiutato dalla critica d'arte ufficiale, e dal pubblico, perché le sue rappresentazioni erano considerate volgari o brutte. Il critico Otto Julius Bierbaum fu più simpatico; nel 1893 scrisse: "Come pittore di bambini, per esempio, Uhde è straordinariamente bravo. Egli non li descrive dolcemente come avviene normalmente; in altre parole non come divertenti o graziose bambole, ma con estrema e molto rigorosa naturalezza".
Intorno al 1890, Uhde divenne professore all'Accademia di Belle Arti di Monaco di Baviera. Fu, con Max Slevogt e Lovis Corinth, una delle figure preminenti della Secessione, e successivamente aderì alla Secessione di Berlino. Uhde divenne poi membro onorario delle Accademie di Monaco di Baviera, Dresda e Berlino. Progredendo nella sua concezione naturalistica, Uhde ha dato luogo a un cambiamento completo nell'arte tedesca, annoverando tra i suoi seguaci le più giovani generazioni. Morì a Monaco di Baviera nel 1911.

## Opere
L'inclinazione di Uhde fu in principio orientata verso i soggetti religiosi. Riprese la pratica di trattare realisticamente gli episodi biblici trasferendoli ai giorni nostri. Così, in Vieni, Signore Gesù, sii nostro ospite, sito alla Galleria Nazionale di Berlino, Cristo appare nel salotto di una famiglia contadina riunita per il pasto in una moderna fattoria tedesca, e nel Discorso della montagna (Berlino, collezione privata), si rivolge a una folla di mietitori del XIX secolo. Simile nella concezione sono Lasciate che i pargoli vengano a me (Museo di Lipsia), La notte santa (Gemäldegalerie Alte Meister a Dresda), L'ultima cena, Il viaggio a Betlemme (Pinakothek di Monaco di Baviera), e La pesca miracolosa. Altre sue opere in collezioni pubbliche sono: Rendere grazie, al museo d'Orsay a Parigi, Cristo in Emmaus, presso lo Städelsches Kunstinstitut, Francoforte; L'addio di Tobia, presso il Castello di Liechtenstein, Vienna e un ritratto dell'attore Wohlmuth presso il Museo Nazionale di Danimarca.
Fra le sue opere più tarde Noli me tangere (1894, New Pinakothek, Monaco), I re magi (1896, Magdeburg Museum), L'ultima cena (1897, Stuttgart Museum), Ascensione (1898, New Pinakothek, Munich), e Donna, perché piangi? (1900, Vienna Museum).